# اکشنت (ماساچوست)
اکشنت(به انگلیسی: Acushnet) شهرکی در شهرستان بریستول ایالت ماساچوست می‌باشد که در سال ۱۸۶۰ بنیان‌گذاری شده‌است. این شهرک در سرشماری سال ۲۰۱۰ میلادی، ۱۰٬۳۰۳ نفر جمعیت داشته‌است.